# Giles-Flachkopfbeutelmaus

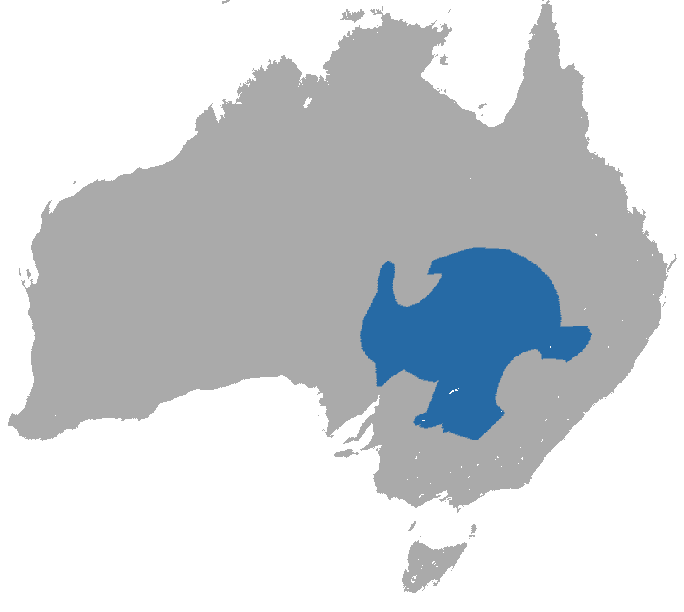
Verbreitungskarte der Giles-Flachkopfbeutelmaus

Die Giles-Flachkopfbeutelmaus (Planigale gilesi) ist ein Beuteltier in der Familie der Raubbeutler (Dasyuridae), das im Südosten Australiens vorkommt. Die Art ist nach dem australischen Forschungsreisenden Ernest Giles benannt.

## Merkmale
Dieses Beuteltier erreicht eine Kopfrumpflänge von 60 bis 80 mm, eine Schwanzlänge von 55 bis 70 mm und ein Gewicht von 5 bis 16 g. Die Oberseite ist mit grauem bis zimtfarbenem Fell bedeckt, während auf der Unterseite hellbraunes bis olivgrünes Fell vorkommt. Die Giles-Flachkopfbeutelmaus besitzt, wie andere Gattungsmitglieder, einen annähernd dreieckigen, abgeflachten Kopf mit großen Augen und abgerundeten Ohren, die flach anliegen.  Sie hat kurze Gliedmaßen. Bei Weibchen entwickelt sich der Beutel (Marsupium) beim Erreichen der Geschlechtsreife.

## Verbreitung und Lebensweise
Das Verbreitungsgebiet der Giles-Flachkopfbeutelmaus streckt sich über den Südwesten des Bundesstaates Queensland, den Westen von New South Wales und den Osten von South Australia sowie über kleinere Bereiche von Victoria und Northern Territory. Die Art lebt vorwiegend in trockenen und halbtrockenen Grasländern, z. B. in Gebieten zwischen Sanddünen. Sie kann auch in Flusstälern sowie im Umfeld des Lake Eyre angetroffen werden, das öfter überschwemmt wird.
Die Giles-Flachkopfbeutelmaus ist meist nachtaktiv. An Wintertagen mit Sonnenschein kann sie auch am Tage außerhalb des Verstecks beobachtet werden. Sie nimmt bei diesen Gelegenheiten gern ein Sonnenbad, während sie bei ungünstigen Wetterverhältnissen für bis zu 18 Stunden einen Starrezustand (Torpor) einnimmt. Als Nahrung dienen verschiedene wirbellose Tiere, wie Käfer, Spinnen, Landasseln oder Schaben. Zwischen Spätwinter und Sommer ist das Weibchen mehrmals für 3 bis 5 Tage paarungsbereit. Es kommen bis zu zwei Würfe mit jeweils 3 bis 10 Nachkommen vor.

## Status
Im begrenzten Umfang wirken sich Landschaftsveränderungen negativ auf den Bestand aus. Allgemein liegen keine ernsten Gefahren für die Giles-Flachkopfbeutelmaus vor. Sie wird von der IUCN als nicht gefährdet (Least Concern) gelistet.

## Belege
1. ↑  Planigale gilesi. In: Don E. Wilson, DeeAnn M. Reeder (Hrsg.): Mammal Species of the World. A taxonomic and geographic Reference. 2 Bände. 3. Auflage. Johns Hopkins University Press, Baltimore MD 2005, ISBN 0-8018-8221-4.
2. 1 2 3 4 5 6  Paucident Planigale. (PDF) The State of Victoria, Department of Sustainability and Environment, 2003, archiviert vom Original am 20. Januar 2018; abgerufen am 21. Januar 2018 (englisch).  Info: Der Archivlink wurde automatisch eingesetzt und noch nicht geprüft. Bitte prüfe Original- und Archivlink gemäß Anleitung und entferne dann diesen Hinweis.
3. 1 2  D. G. Read: Reproduction of Planigale gilesi and Planigale tenuirostris. In: Australian Mammalogy. 1984, S. 161–173, abgerufen am 21. Januar 2018 (englisch).
4. 1 2  Planigale gilesi in der Roten Liste gefährdeter Arten der IUCN 2017-3. Eingestellt von: Ellis, M., van Weenen, J. & Pennay, M., 2016. Abgerufen am 21. Januar 2018.
5. ↑  Warnecke & Geiser: Basking behaviour and torpor use in free-ranging Planigale gilesi. (PDF) In: Australian Journal of Zoology. 2009, S. 373–375, archiviert vom Original am 20. Januar 2018; abgerufen am 21. Januar 2018 (englisch).  Info: Der Archivlink wurde automatisch eingesetzt und noch nicht geprüft. Bitte prüfe Original- und Archivlink gemäß Anleitung und entferne dann diesen Hinweis.